# Liste des maires de Séméac

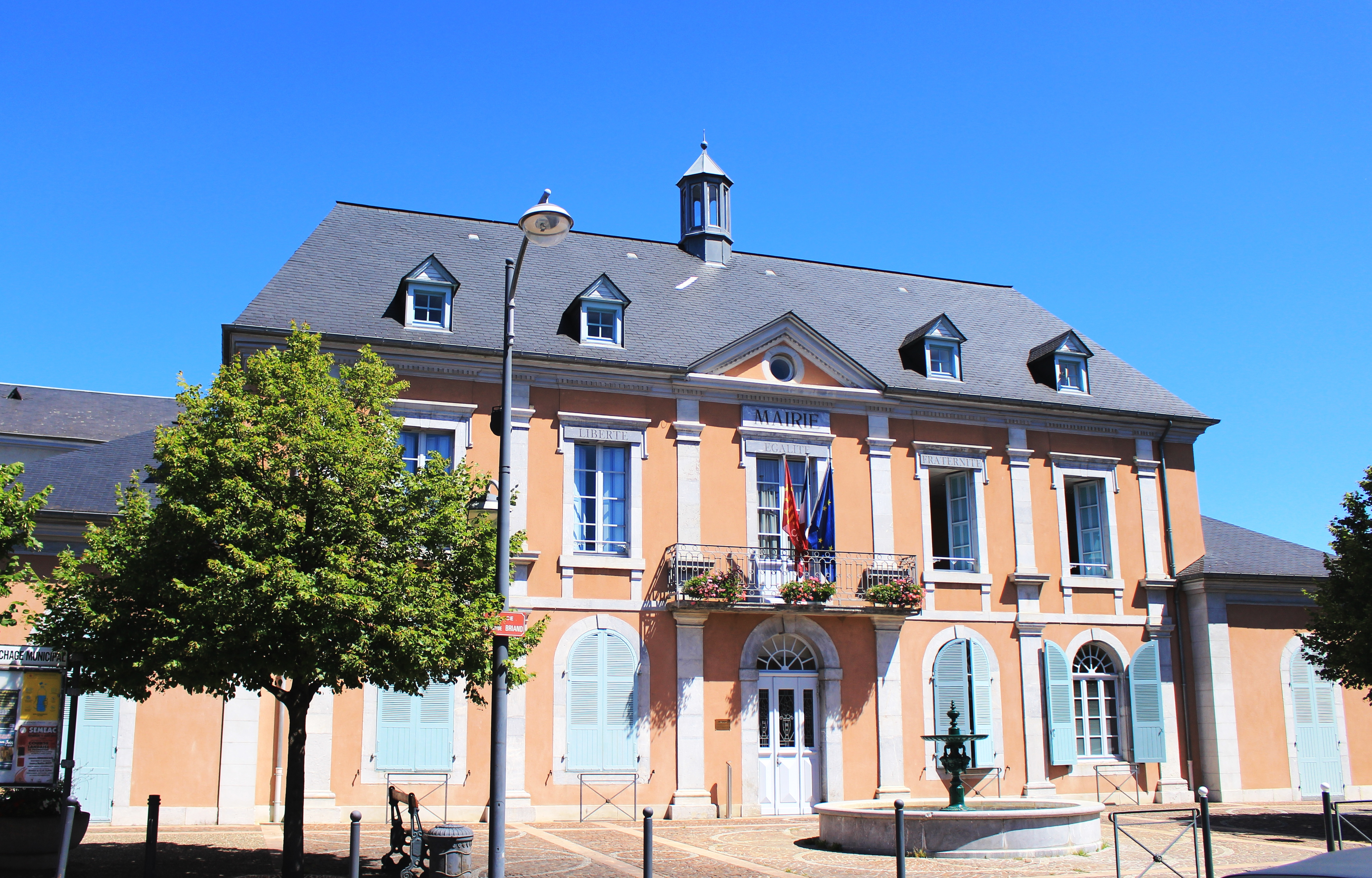
La mairie en 2019.

## Liste des maires
| Période                                  | Période                   | Identité             | Étiquette | Qualité                                                                                    |
| ---------------------------------------- | ------------------------- | -------------------- | --------- | ------------------------------------------------------------------------------------------ |
| Les données manquantes sont à compléter. |                           |                      |           |                                                                                            |
| 1790                                     | 1792                      | M.Laparra            |           |                                                                                            |
| 1792                                     | 1795                      | Jean Caussade        |           |                                                                                            |
| 1795                                     | 1797                      | Jacques Tapie        |           |                                                                                            |
| 1797                                     | 1803                      | Jean Paul Maumus     |           |                                                                                            |
| 1803                                     | 1804                      | Jean Carmouze        |           |                                                                                            |
| 1805                                     | 1805                      | M.Saint Ubéry        |           |                                                                                            |
| 1805                                     | 1813                      | Jean Dupin-Sarthe    |           |                                                                                            |
| 1814                                     | 1820                      | M.Larrieu            |           |                                                                                            |
| 1820                                     | 1824                      | Jean Douste          |           |                                                                                            |
| 1824                                     | 1831                      | Jean Paul Maumus     |           |                                                                                            |
| 1831                                     | 1841                      | Guillaume Caussade   |           |                                                                                            |
| 1846                                     | 1856                      | Guillaume Caussade   |           |                                                                                            |
| 1856                                     | 1870                      | Jean Michel Caussade |           |                                                                                            |
| 1870                                     | 1874                      | Jean Tapie           |           |                                                                                            |
| 1878                                     | 1881                      | Jean Michel Caussade |           |                                                                                            |
| 1881                                     | 1884                      | Jean Tapie           |           |                                                                                            |
| 1884                                     | 1892                      | Henri Bialle         |           |                                                                                            |
| 1892                                     | 1913                      | Edouard Dallas       |           |                                                                                            |
| 1913                                     | 1925                      | Jean Pierre Tapie    |           |                                                                                            |
| 1925                                     | 1928                      | Joseph Poulastrou    |           |                                                                                            |
| 1928                                     | 1929                      | Jean Pierre Tapie    |           |                                                                                            |
| 1929                                     | 1933                      | Joseph Muret         |           |                                                                                            |
| 1933                                     | 1933                      | Etienne Noguès       |           |                                                                                            |
| 1934                                     | 1941                      | Emile Ferrou         |           |                                                                                            |
| 1941                                     | 1944                      | Louis Duboé          |           |                                                                                            |
| 1944                                     | 1947                      | Emile Ferrou         |           |                                                                                            |
| octobre 1947                             | juin 1985                 | André Noguès         | PS        | Conseiller général du canton de Séméac (1973 → 1988)                                       |
| juin 1985                                | 18 décembre 2010          | Guy Dufaure          | PS        | Ingénieur retraité Conseiller général du canton de Séméac (1988 → 2015)                    |
| 21 décembre 2010                         | en cours                  | Geneviève Isson      | PS        | Professeure d’anglais retraitée Conseillère départementale du canton d'Aureilhan (2015 → ) |
| mars 2020                                | En cours (au 27 mai 2020) | Philippe Baubay      | PS        |                                                                                            |